# Office béninois des services de volontariat des jeunes
L'Office béninois des services de volontariat des jeunes (OBSVJ) créé en décembre 2010 à la suite du décret N°2010-667 du 31 décembre 2010, pris par le gouvernement du président Boni Yayi  structure publique et organisme sous tutelle du Ministère des petites et moyennes entreprises et de la promotion de l'emploi.
Le mercredi 15 septembre 2021, il est dissout par une décision prise par le gouvernement du président Patrice Talon en Conseil des ministres.

## Localisation
Il est situé au quartier Fifongou  Zongo (Cotonou), rue avant BOA Zongo en venant du carrefour Maro-militaire, lot 332, immeuble ESPACE ANTOU dans 5e arrondissement de Cotonou.

## Missions
- constituer le Corps National des Jeunes Volontaires pour le Développement (CNJVD);
- élaborer et mettre en œuvre les programmes d’actions du Corps National des Jeunes Volontaires pour le Développement ;
- développer et valoriser le potentiel des jeunes par la promotion des services de volontariat formel ;
- mobiliser les jeunes pour leur participation bénévole aux tâches de construction nationale ou de secourisme par la promotion des services de volontariat non formel ;
- assurer la formation morale et entrepreneuriale des jeunes volontaires afin de développer en eux le sens de responsabilité et l’esprit de leadership citoyen ;
- créer les conditions favorables à I’insertion professionnelle et à l’auto-emploi des jeunes en renforçant leur employabilité et leur capacité d’initiative ;
- aider à la résorption de la pénurie de ressources humaines qualifiées dans les différents secteurs de développement ;
- suivre et évaluer les différents programmes du volontariat.